# Хохолниця
Хохолниця (словац. Chocholnica) — річка в Словаччині, ліва притока Бошачки, протікає в округах  Тренчин і Нове Место-над-Вагом.
Довжина — 22.3 км.
Бере початок в масиві Білі Карпати — на висоті 660 метрів на схилі гори Кикула. Впадають Адамовський потік й Івановський потік. Протікає селом Хохольна-Вельчиці.
Впадає у Бошачку біля села Тренчанске Богуславиці.